# Leon Anemas
Leon Anemas (mittelgriechisch Λέων Ἀνεμᾶς) war ein Verschwörer gegen den byzantinischen Kaiser Alexios I.
Leon Anemas war der vermutlich zweitälteste von vier Brüdern, von denen nur ein weiterer, Michael, namentlich bekannt ist. Er war väterlicherseits ein Cousin von Johannes Komnenos, einem Neffen Kaiser Alexios’ I. Im Jahr 1103 beteiligte sich Leon an einer groß angelegten Verschwörung mit dem Ziel, Alexios I. zu stürzen. Das Komplott wurde jedoch vorzeitig durch einen Spitzel aufgedeckt. Leon wurde zusammen mit seinen Brüdern festgenommen, als Hochverräter abgeurteilt und in einer Schandprozession öffentlich auf der Mese in Konstantinopel vorgeführt. Sein weiteres Schicksal ist unbekannt.